# Mizuuchi Takeshi
Takeshi Mizuuchi (sinh ngày 19 tháng 11 năm 1972) là một cầu thủ bóng đá người Nhật Bản.

## Sự nghiệp câu lạc bộ
Takeshi Mizuuchi đã từng chơi cho Urawa Reds và Brummell Sendai.

## Thống kê câu lạc bộ

### J.League
| Đội        | Năm       | J.League | J.League | J.League Cup | J.League Cup | Tổng cộng | Tổng cộng |
| Đội        | Năm       | Trận     | Bàn      | Trận         | Bàn          | Trận      | Bàn       |
| ---------- | --------- | -------- | -------- | ------------ | ------------ | --------- | --------- |
| Urawa Reds | 1992      | -        | -        | 0            | 0            | 0         | 0         |
| Urawa Reds | 1993      | 18       | 7        | 4            | 1            | 22        | 8         |
| Urawa Reds | 1994      | 20       | 2        | 2            | 1            | 22        | 3         |
| Urawa Reds | 1995      | 10       | 1        | -            | -            | 10        | 1         |
| Tổng cộng  | Tổng cộng | 48       | 10       | 9            | 2            | 57        | 12        |